# Die Ruhe auf der Flucht (Runge)
Die Ruhe auf der Flucht ist eines der beiden großen religiösen Gemälde des deutschen Malers Philipp Otto Runge; es befindet sich in der Kunsthalle Hamburg.

## Veranlassung
Als 1805 geplant war, für die Marienkirche in Greifswald ein Altarbild anfertigen zu lassen, bemühte sich der dortige Professor Quistorp, Runge diesen Auftrag zu verschaffen. Schon im Mai des Jahres schickte Runge einen ersten Entwurf an Karl Schildener nach Greifswald und begann im Herbst ohne Auftrag mit der Ausführung des Gemäldes. Durch die Kriegsereignisse wurden die Verhandlungen mit Greifswald abgebrochen. Runge ließ das Gemälde in Hamburg, als er mit seiner Familie nach Wolgast ging. Im Frühjahr 1808 schickte er eine Vorzeichnung an Goethe mit der Bemerkung, das Bild sei untermalt. Da das Bild heute nicht den Anschein einer bloßen Untermalung erweckt, muss Runge danach noch weiter daran gearbeitet haben. Es blieb jedoch unvollendet.

## Beschreibung
Das Motiv der „Flucht nach Ägypten“ geht auf das Matthäus-Evangelium (Mt 2,13 ) zurück. Es ist in der christlichen Ikonographie seit dem hohen Mittelalter nachweisbar, als anschauliches Beispiel für die schützende Hand Gottes.
Runge entwickelte dieses Motiv weiter. Bei ihm konzentriert sich alles auf das Kind, das „aus dem Schatten heraus in dem ersten Sonnenstrahl spielt“, wie er an Schildener schreibt. An Goethe schreibt er: „Maria und Joseph haben mit dem Kinde am Abhang eines Berges die Nacht ausgeruht, der erste Sonnenstrahl fällt über die Gruppe und das Kind langt mit der Hand hinein. Im Tal liegt noch der Schatten, und auf den obersten Spitzen spielt das Licht nur. Ein großer Tulpenbaum breitet sich darüber aus, und drei Engel musizieren dem Licht entgegen. Joseph und der Esel sind im Schatten. Er schlägt das Feuer aus, das in der Nacht gebrannt hat.“